# Ypsolopha amoenella
Ypsolopha amoenella là một loài bướm đêm thuộc họ Ypsolophidae. Nó được tìm thấy ở Nhật Bản, Hàn Quốc, đông bắc Trung Quốc và Nga.
Sải cánh dài 18–20 mm.
Ấu trùng ăn Acer mono.